# Агава лечугилья
Ага́ва лечуги́лья (лат. Agave lechuguilla) — монокарпическое суккулентное травянистое растение, вид рода Агава. Распространена в пустынях на юге Северной Америки.

## Описание
Розетки сравнительно мелкие, немноголистные, рыхлые, 30—50×40—60 см. Листья 25—50 см длиной и 2,5—4 см шириной, узколанцетные, восходящие до прямостоячих, сверху вогнутые, снизу выпуклые, жёсткие. Край листа светло-коричневый или серый, колючки по краю 2—5 мм длиной, коричневые или светло-серые, по 8—20 с каждой стороны. Шип на конце листа жёсткий, конический или шиловидный, сероватый, 1,5—4 см длиной.
Цветонос 2,5—3,5 м высотой, сизоватый, цветки собраны по два на коротких (иногда длинных — до 15 см) цветоножках. Цветки 3—4,5 см длиной, жёлтые или красноватые. Трубка околоцветника 2,5—4 мм длиной, доли околоцветника линейные, 13—20 мм длиной, примерно равные по длине. Тычинки 25—40 мм длиной, пыльники 15—20 мм.
Плоды — коробочки 18—25×11—18 мм, продолговатой или грушевидной формы, сизоватые. Семена 4,5—6×3,5—4,5 мм.

## Распространение
Распространена от юга Нью-Мексико и Западного Техаса до Центральной Мексики (штат Идальго), встречается в известняковых пустынях.
Предположительно, самый многочисленный по числу розеток в природе вид агавы, одно из самых распространённых растений в Западном Техасе.

## Таксономия

### Синонимы
- Agave lecheguilla, orth. var.
- Agave heteracantha Jacobi, 1866, nom. illeg.
- Agave lophantha var. poselgeri (Salm-Dyck) A.Berger, 1915
- Agave lophantha var. tamaulipasana A.Berger, 1915
- Agave multilineata Baker, 1888
- Agave poselgeri Salm-Dyck, 1859
- Agave univittata var. tamaulipasana (A.Berger) Jacobson, 1973